# Kachuga dhongoka
Kachuga dhongoka és una espècie de tortuga pertanyent a la família Geoemydidae.

## Descripció
- La closca fa 48 cm de longitud, és el·líptica, té una vora posterior llisa i presenta un color marró olivaci amb una franja mitjana de color marró fosc o negre al llarg de la quilla i dues franges laterals fosques.
- El plastró és llarg i estret.
- El cap és de mida mitjana amb un musell punxegut, el seu color varia des del verd oliva fins al marró i té una franja groga a cada costat que s'estén des del nas fins al coll.
- El coll i les extremitats són verd oliva o bru groguenc.
- La part posterior del cap i les extremitats presenten escates.
- Els mascles són molt més petits que les femelles (no depassen dels 26 cm) i tenen una cua llarga i gruixuda.[3]
- El cariotip presenta 52 cromosomes.[4][5]

## Alimentació
En captivitat és herbívora (fruites i hortalisses), tot i que, en estat salvatge, també menja caragols

## Reproducció
El niu és una cavitat que excava en bancs de sorra al març i l'abril i a una fondària de 18-27 cm. La posta normal comprèn entre 16 i 35 ous de color blanc, ovalats, allargats (46,0-66,2 x 32,0-41,2 mm) i amb la closca dura o flexible. Les cries es desclouen cap al maig o el juny.

## Hàbitat
És semiaquàtica i viu als rius.

## Distribució geogràfica
Es troba a les conques dels rius Ganges i Brahmaputra (el Nepal, Bangladesh i el nord-est de l'Índia).

## Costums
Li agrada prendre el sol del matí per mantindre la seua temperatura corporal i ajudar a sintetitzar vitamina D.

## Estat de conservació
Ha desaparegut en gran part de la seua antiga àrea de distribució a l'Índia i està greument amenaçada a Bangladesh.